# Ronnie O’Sullivan

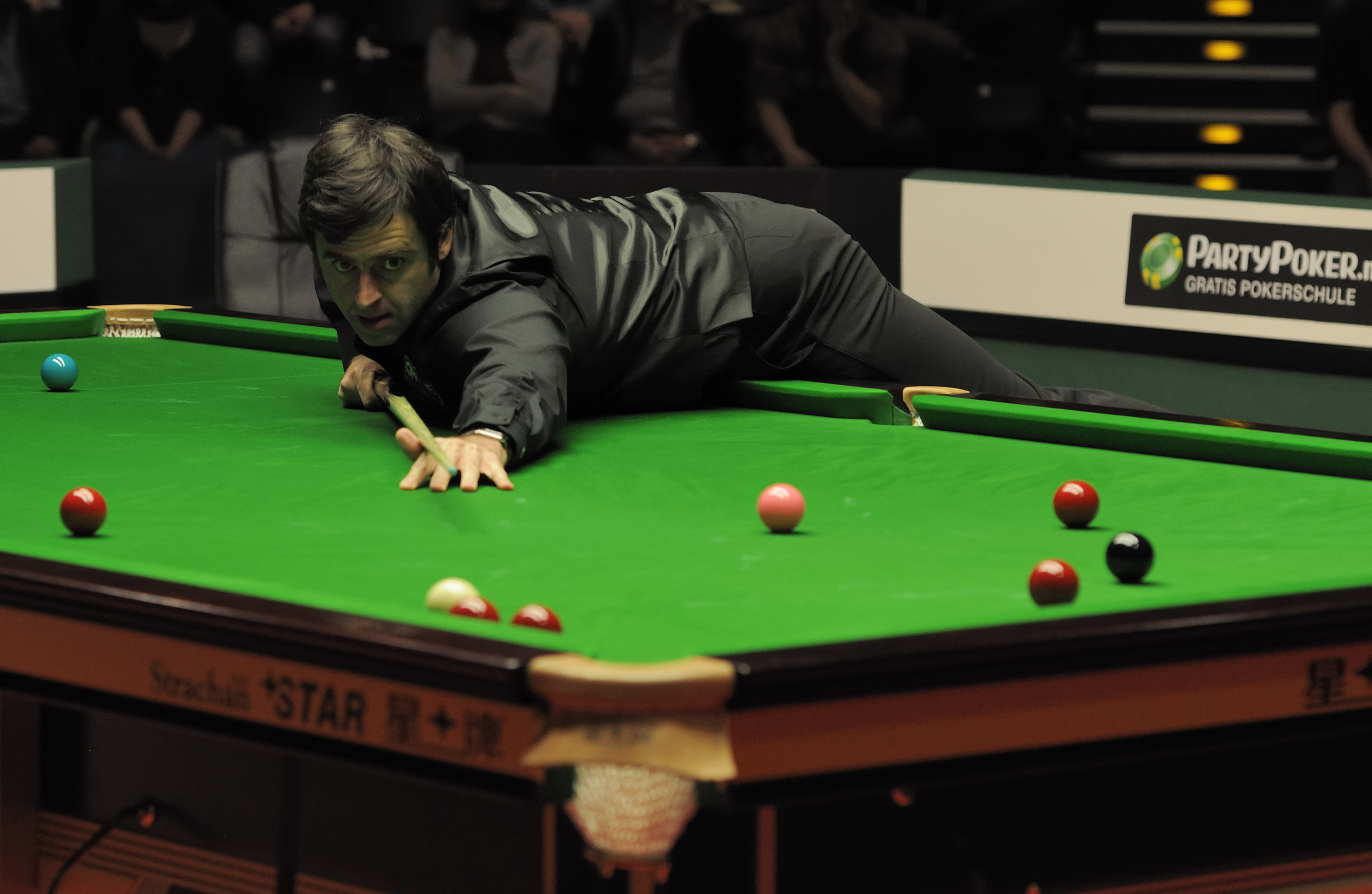
O’Sullivan 2012 im Finale des German Masters

Ronald Antonio „Ronnie“ O’Sullivan OBE (* 5. Dezember 1975 in Wordsley, Region West Midlands, Großbritannien) ist ein englischer Snookerspieler. Zusammen mit Stephen Hendry ist er Rekordweltmeister der sogenannten Crucible-Ära (seit 1977).
Mit sieben Titeln bei der Snookerweltmeisterschaft sowie jeweils acht Titeln beim Masters und der UK Championship ist O’Sullivan der erfolgreichste Spieler seit Gründung des professionellen Weltverbandes WPBSA 1969. Daneben hält O’Sullivan noch mehrere weitere Rekorde im professionellen Snooker: Er ist Rekordsieger der UK Championship sowie des Masters und er gewann mehr Triple-Crown-Turniere und Ranglistenturniere als alle anderen Spieler. In seiner Karriere konnte er bisher insgesamt 79 Turniere gewinnen. Auf der World Snooker Tour hat er mehr Maximum Breaks und mehr Century Breaks erzielt als jeder andere Spieler; 2019 erreichte er als erster Profi die Marke von 1000 Karriere-Century-Breaks.
Seinen Spitznamen The Rocket erhielt O’Sullivan wegen seines schnellen Spiels. Neben anderen Geschwindigkeitsrekorden gelang ihm 1997 laut Guinness-Buch der Rekorde mit 5 Minuten und 8 Sekunden das schnellste Maximum Break aller Zeiten. O’Sullivan war außerdem einer der ersten Spieler, die das Queue sowohl mit der rechten als auch mit der linken Hand führen, um den Einsatz eines Hilfsqueues zu vermeiden.

## Karriere

### Aufstieg in die Weltspitze
O’Sullivan war bereits im Junioren- und Amateurbereich erfolgreich und erzielte sein erstes Maximum Break im Alter von 15 Jahren bei der English Amateur Championship. 1992 wurde er professioneller Snookerspieler. Er gewann seine ersten 38 Qualifikationspartien (ein bis heute gültiger Rekord) und qualifizierte sich bereits 1993 als drittjüngster Spieler aller Zeiten für die Weltmeisterschaft. Dort unterlag er in Runde eins zwar Alan McManus, doch bereits einige Monate später, eine Woche vor seinem 18. Geburtstag, gewann er mit der UK Championship 1993 das zweitwichtigste Turnier im professionellen Snooker. Bis heute hält er damit den Rekord als jüngster Sieger eines Ranglistenturniers. In derselben Saison gewann er noch die British Open 1994 und zog außerdem ins Finale der European Open 1993/94 ein, womit er am Saisonende bereits zu den Top 16 der Weltrangliste zählte und als zukünftiger Weltmeister gehandelt wurde.

### Aufkommende Suchtprobleme
In den beiden folgenden Spielzeiten 1994/95 und 1995/96 gewann er kein Ranglistenturnier – 1995 allerdings das prestigeträchtige Masters – und fiel in der Weltrangliste vom dritten auf den achten Platz zurück. Zwischen den Turnieren konsumierte er zunehmend Alkohol und Cannabis und hatte Phasen, in denen er exzessiv aß. Phasenweise wog er bis zu 25 Kilogramm mehr, die er sich mit ebenso exzessiven Fitnessübungen wieder abtrainierte.
1996 folgten zwei weitere Turniersiege, beim Asian Classic und den German Open. Allerdings machte er auch negative Schlagzeilen, als er bei der Weltmeisterschaft gegenüber Mike Ganley, dem Sohn von Len Ganley, handgreiflich wurde und eine Strafe von 20.000 £ erhielt (zuzüglich einer 10.000-£-Spende an eine wohltätige Organisation). Zu einer weiteren Kontroverse kam es, als O’Sullivan während der Weltmeisterschaft erstmals in der Öffentlichkeit das Ende eines Frames mit links spielte und sein Gegner, der Kanadier Alain Robidoux, dies als Beleidigung auffasste und ihm nach dem Match den üblichen Handschlag verweigerte.
1997 stellte er bei der Weltmeisterschaft im Crucible Theatre einen weiteren, bis heute gültigen Rekord auf. Ihm gelang in 5:08 oder 5:20 Minuten das schnellste Maximum Break, das je bei einem offiziellen Turnier gespielt wurde. Dennoch schied er im Achtelfinale aus. Wenige Monate später gewann er durch einen 10:6-Finalerfolg über Stephen Hendry zum zweiten Mal die UK Championship. 1998 gewann er auch das Finale beim Irish Masters mit 9:3 gegen Ken Doherty, er wurde jedoch nach einer positiven Dopingprobe (Cannabis) disqualifiziert. In den Jahren 1999 und 2000 gelangen O’Sullivan drei weitere Maximum Breaks.
Nachdem er schon mit verschiedenen Sportpsychologen an seinem Drogenproblem gearbeitet hatte, begab er sich im Jahr 2000 zu einer einmonatigen Entwöhnungsbehandlung in das Londoner Priory Hospital.

### Erster Weltmeistertitel (2001)
Nach dem Klinikaufenthalt nahm er zwar keine Rauschmittel mehr, hatte jedoch weiterhin mit Depressionen, Panikattacken und Angstzuständen zu kämpfen. Trotzdem spielte er in der Saison 2000/01 die bis dahin erfolgreichste seiner Karriere. Er erreichte bei einer Reihe von Turnieren das Finale, darunter beim Grand Prix, bei den China Open, beim Scottish Masters und beim Irish Masters. Zum Ende der Saison gelang ihm sogar erstmals der Einzug ins Finale der Snookerweltmeisterschaft. In einer umkämpften Partie besiegte er John Higgins mit 18:14.
Nach der Saison 2001/02 stand O’Sullivan zum ersten Mal auf Platz 1 der Weltrangliste. Zwar verpasste er die Titelverteidigung bei der Weltmeisterschaft (er unterlag Stephen Hendry im Halbfinale), gewann jedoch mit der UK Championship ein großes Ranglistenturnier. Nachdem er bei der Snookerweltmeisterschaft 2003 nach einem Maximum Break in der ersten Runde gegen Marco Fu ausgeschieden war, fiel er in der Weltrangliste auf Platz 3 zurück. Zuvor konnte er seiner Titelsammlung mit dem Irish Masters 2002 und den European Open 2003 zwei weitere Ranglistenturniersiege hinzufügen.

### Zweiter Weltmeistertitel (2004)
O’Sullivan gelang nach Ende der Saison 2003/04 die Rückkehr auf Platz 1 der Weltrangliste. Erstmals gewann er die Welsh Open, bei den British Open unterlag er Stephen Hendry erst im Finale. Beim Masters sah er bereits wie der sichere Sieger aus, doch Paul Hunter gelang trotz Rückständen von 1:6 und 7:9 eine Aufholjagd zum 10:9-Finalsieg. Zum Ende der Saison gewann The Rocket dann in überzeugender Manier die Weltmeisterschaft 2004. Im Viertelfinale bezwang er Anthony Hamilton mit 13:3, im Halbfinale Stephen Hendry mit 17:4 und im Finale Graeme Dott mit 18:8.
2005 verpasste er bei der Weltmeisterschaft die Titelverteidigung, als er Peter Ebdon im Viertelfinale unterlag. Mit Siegen beim Grand Prix 2004, den Welsh Open 2005 und dem Irish Masters 2005 verteidigte O’Sullivan allerdings seine Führung in der Weltrangliste. Hinzu kamen sein zweiter Erfolg beim Masters und sein dritter in der Premier League Snooker.

### Dritter Weltmeistertitel (2008)
Für Verwirrung sorgte O’Sullivan, als er bei der UK Championship 2006 die Viertelfinalpartie gegen Stephen Hendry beim Stand von 1:4 vorzeitig aufgab und die Spielstätte verließ. Der Verband reagierte mit einer Geldstrafe und dem Abzug von Ranglistenpunkten. Seinen einzigen Turniersieg auf der Main Tour in der Saison 2006/07 erzielte er beim Masters 2007. Er gewann das Finale überlegen mit 10:3 gegen den Mitfavoriten Ding Junhui, dem im Turnierverlauf ein Maximum Break gelungen war. Damit konnte sich O’Sullivan für die Finalniederlage bei der Northern Ireland Trophy 2006 zu Beginn der Saison revanchieren; in diesem Turnier stellte er im Achtelfinale gegen Ali Carter einen Rekord für ein Best-of-9-Match auf, als er beim 5:2-Sieg alle fünf Frames durch Century Breaks gewann und zudem ein Maximum Break erzielte. Im Jahr 2007 waren dies seine einzigen beiden Finalteilnahmen. Darüber hinaus gewann er mit dem Kilkenny Irish Masters 2007 ein Einladungsturnier, bei dem ihm erneut ein 147er-Break gelang. Zwei weitere spielte er im Rahmen der Snooker Legends Challenge Series 2007 gegen Stephen Hendry; damit gelangen ihm innerhalb einer Woche drei inoffizielle Maximum Breaks. Am Ende der Saison stand O’Sullivan auf Platz 5 der Weltrangliste.
Die Saison 2007/08 verlief für den Engländer sportlich äußerst erfolgreich, er stand viermal im Finale eines Ranglistenturniers der Main Tour. Beim Grand Prix 2007 in Schottland und bei den Welsh Open 2008 wurde er jeweils Zweiter, bei den beiden wichtigsten Turnieren, der UK Championship und der abschließenden Weltmeisterschaft, gewann er 2008 den Titel. Beim letzten Turnier gelang ihm zudem sein neuntes Maximum Break auf der Tour; damit hatte er mehr als jeder andere Spieler vorzuweisen. Allerdings musste er sich die Prämie in Höhe von 147.000 £ mit seinem Finalgegner Ali Carter teilen. Zum ersten Mal war bei einem Turnier zwei Spielern ein Break von 147 Punkten gelungen. Nach der Saison übernahm O’Sullivan wieder die Führung in der Weltrangliste. Auf einer Pressekonferenz 2008, während der China Open unmittelbar vor der Weltmeisterschaft, machte O’Sullivan dann gleich mehrere anzügliche Bemerkungen, wofür er abermals eine Strafe erhielt.
Höhepunkte der Saison 2008/09 waren die Siege bei der Northern Ireland Trophy und beim Masters. Bei der Weltmeisterschaft 2009 gewann er in der ersten Runde gegen Stuart Bingham, schied dann jedoch im Achtelfinale mit 11:13 gegen Mark Allen aus. Dennoch führte O’Sullivan nach der Saison 2008/09 zum fünften Mal die Weltrangliste an. Zum Auftakt der Saison 2009/10 gewann er das Shanghai Masters mit einem 10:5-Finalsieg über Liang Wenbo. Beim Masters in London stand er zum sechsten Mal innerhalb von sieben Jahren im Endspiel, das er gegen Mark Selby jedoch nach einer Führung noch knapp mit 9:10 verlor. Bei der Weltmeisterschaft unterlag er Selby erneut, diesmal schon im Viertelfinale, mit 11:13.
Die Saison 2010/11 verlief weniger erfolgreich. Bei den World Open 2010 erreichte O’Sullivan das Finale, das er jedoch gegen Neil Robertson verlor. Bei der Weltmeisterschaft schied er erneut im Viertelfinale aus, diesmal gegen den späteren Weltmeister John Higgins. Am 18. April 2011 erreichte er mit einem 113er-Break als dritter Spieler die Marke von 100 Centuries bei Weltmeisterschaften.

### Vierter Weltmeistertitel (2012)

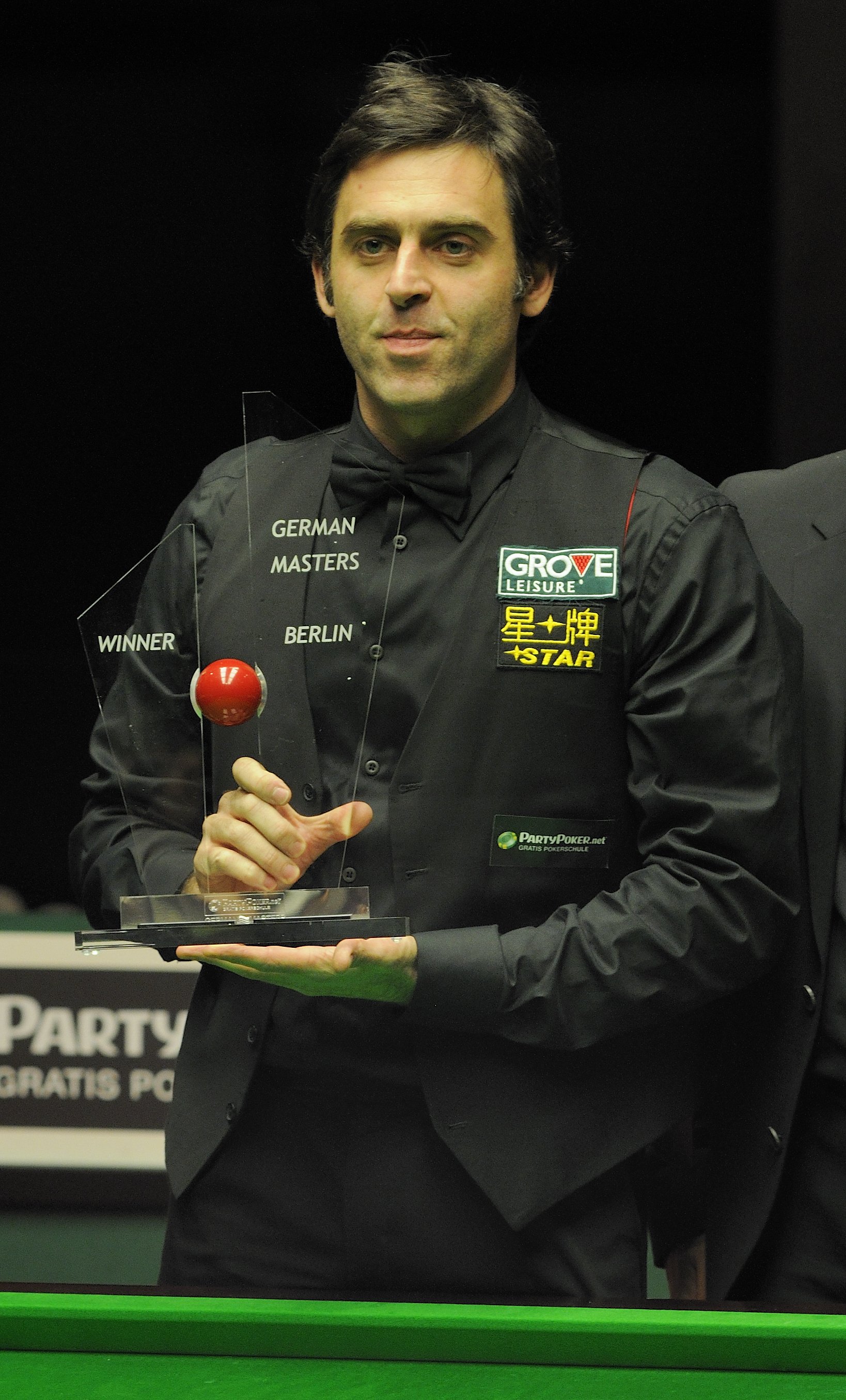
O’Sullivan mit dem Pokal des German Masters, 2012

In der Saison 2011/12 konnte er nicht nur den zehnten Premier-League-Titel seiner Karriere gewinnen, er gewann auch noch das German Masters. Bei der Weltmeisterschaft in Sheffield dominierte er dann von der ersten Runde an, gewann auch das Finale mit 18:11 deutlich gegen Ali Carter und sicherte sich damit seinen vierten Weltmeisterschaftstitel. Im Interview bei der anschließenden Siegerehrung dementierte er Rücktrittsgerüchte, die nach dem Rückzug von Stephen Hendry vermehrt aufgekommen waren. Er kündigte aber eine sechsmonatige Pause an.
Nach der Saison wurde er in die Snooker Hall of Fame aufgenommen und von den Snooker Writers als „Spieler des Jahres“ ausgezeichnet. Zudem wurde er für sein Maximum Break in den „Club 147“ der Saison aufgenommen.

### Auszeit (2012/13) und fünfter Weltmeistertitel (2013)
Zu Beginn der Saison 2012/13 war O’Sullivan der einzige Spieler, der seinen Vertrag mit dem Snookerweltverband nicht unterschrieben hatte. Somit konnte er nicht an der Main Tour teilnehmen. Die in diesem Zusammenhang (z. B. auch vom Daily Star) erhobenen Vorwürfe, O’Sullivan würde es bloß ums Geld gehen, wies dieser als unwahr zurück. Vielmehr hätten ihm die Modalitäten Kopfschmerzen bereitet. So habe der Vertrag unter anderem vorgesehen, dass O’Sullivan jeweils vier Tage vor Turnierbeginn erscheinen und auch stundenlang Autogramme hätte geben müssen.
Am 7. August 2012 gab O’Sullivan bekannt, dass er den Vertrag nun unterschrieben habe und an der Saison teilnehmen werde. Sein erstes Turnier werde er Ende Oktober bei der International Championship in China spielen. Er erklärte: „Ich habe wie angekündigt eine Pause von sechs Monaten genommen und freue mich darauf, wieder zu spielen. Ich bin glücklich, wieder zurück zu sein und meine Fans bald zu treffen.“
Nach dem Shanghai Masters 2012 fiel er erstmals seit seinem Eintritt in der Saison 1994/95 aus den Top 16 heraus. Das Abrutschen auf Platz 17 war Folge seiner Weigerung, den Spielervertrag zu unterzeichnen, denn er verpasste Turniere (Wuxi Classic, Australian Goldfields Open, Shanghai Masters und einige PTC-Turniere) und konnte daher auch nicht punkten. Sein erstes Spiel nach der Pause bestritt er beim dritten PTC-Event in Gloucester. Er unterlag Simon Bedford in Runde eins mit 3:4.
Am 26. Oktober 2012 erklärte O’Sullivan auf seiner Homepage, dass er aus gesundheitlichen Gründen und auf Anraten seines Arztes nun doch nicht an der International Championship in Chengdu teilnehmen könne. Schließlich nahm O’Sullivan während der Saison 2012/13 ein „Sabbatjahr“ vom Profisnooker. Auf einer weiteren Pressekonferenz am 26. Februar 2013 in London sagte er schließlich seine Teilnahme an der Weltmeisterschaft zu; er werde dort seinen Titel verteidigen.
Während der Weltmeisterschaft gab O’Sullivan am 1. Mai eine Erklärung für sein „Sabbatjahr“ und die Rückkehr zur Weltmeisterschaft kurz vor Meldeschluss ab. Er benötige Geld, um für die letzten „zwei oder drei“ Semester das Schulgeld für seine Kinder bezahlen zu können. Grundsätzlich würde ihm der Snookersport nichts mehr geben, er habe schon genug Herzblut und Seele in den Sport gesteckt. Er ließ verlauten, sich nach der Weltmeisterschaft erneut zurückzuziehen. Bei der Weltmeisterschaft selbst stand er dann (als erster Titelverteidiger seit Ken Doherty 1998) wieder im Finale, nachdem er Judd Trump im Halbfinale mit 17:11 besiegt hatte. Im 23. Frame der Partie wurde O’Sullivan von Schiedsrichterin Michaela Tabb wegen einer obszönen Geste verwarnt.
Im siebten Frame der zweiten Session des Endspiels gegen Barry Hawkins gelang O’Sullivan mit 103 Punkten sein 128. Century; er brach damit den Crucible-Rekord von Stephen Hendry mit 127 Centuries. Durch drei weitere Centuries in dem Match erhöhte er die Rekordmarke auf 131 Centuries. Als erster Spieler nach Stephen Hendry (1996) und als dritter insgesamt (auch Steve Davis schaffte dies) gelang ihm die erfolgreiche Titelverteidigung. O’Sullivan ist auch der erste Spieler, dem in einem Finale sechs Centuries gelangen. Er spielte mit 13 Centuries bei der Weltmeisterschaft so viele wie kein anderer Spieler. Im Interview bei der Siegerehrung hielt er die Frage nach seiner Zukunft im Snooker offen. Er werde auf jeden Fall einige kleinere Turniere spielen, wisse aber noch nicht, ob er bei der nächsten Weltmeisterschaft dabei sein werde.

### Saison 2013/14
Nachdem er zu Beginn der Saison 2013/14 erneut einige Turniere ausgelassen hatte, gewann er im August mit dem Paul Hunter Classic seinen dritten Titel bei einem PTC-Turnier. Im November gewann er auch das neue Einladungsturnier Champion of Champions, das die Premier League Snooker in dieser Saison ersetzte. Im Finale setzte er sich gegen den letztjährigen Sieger der Premier League, Stuart Bingham, mit 10:8 durch.
Die UK Championship 2013 beendete Ronnie O’Sullivan im Viertelfinale.

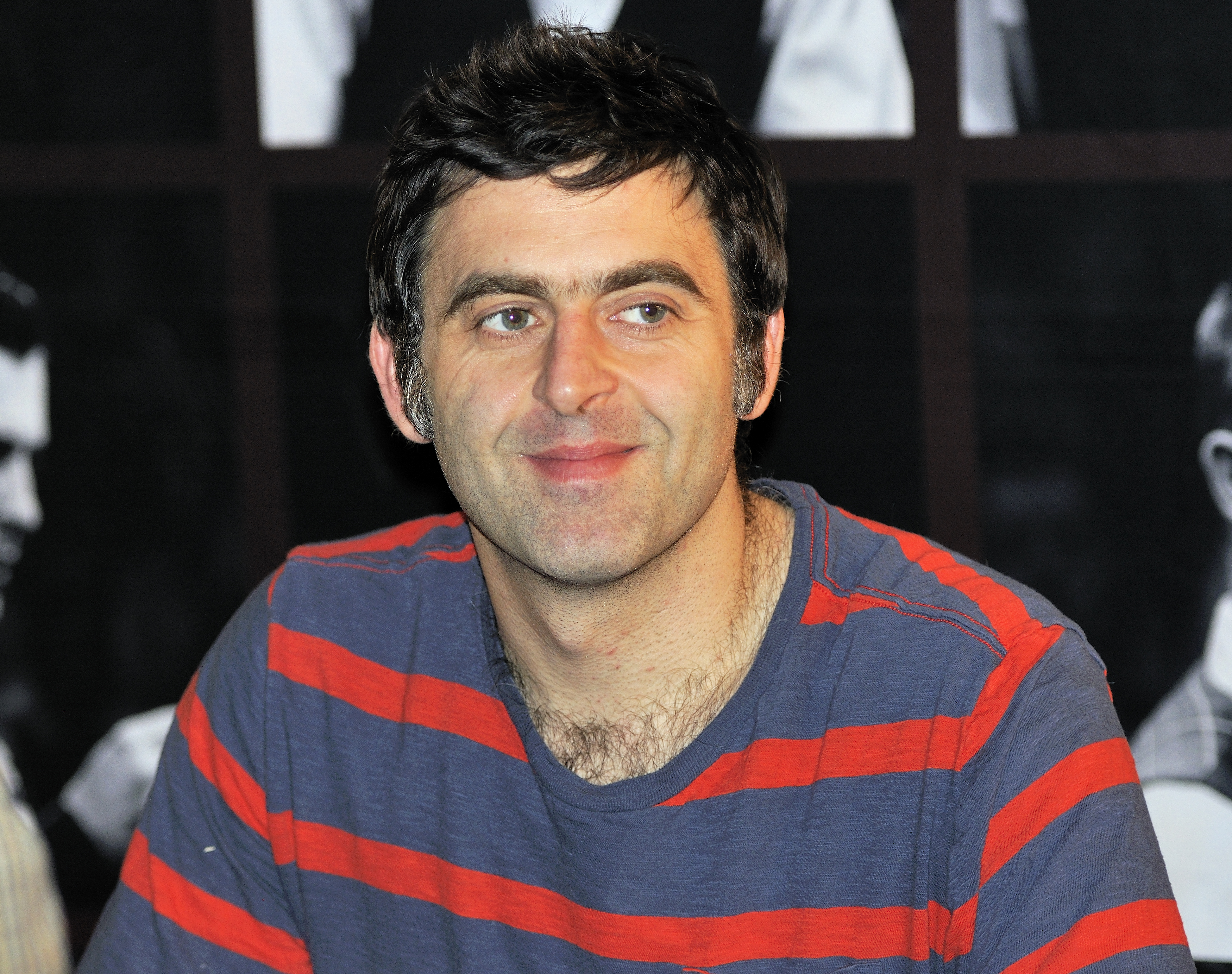
O’Sullivan bei seiner Signierstunde 2014 im Berliner Tempodrom

Im Finale des Masters besiegte O’Sullivan am 19. Januar 2014 Mark Selby mit 10:4. Bereits im Viertelfinale war ihm bei seinem 6:0-Sieg ein neuer Weltrekord von 556 unbeantworteten Punkten (die alte Bestmarke lag bei 495 Punkten) gelungen. Am 1. März 2014 zog er bei den Welsh Open mit einem spektakulären 6:2-Sieg (er erzielte drei Centuries) über Barry Hawkins ins Finale ein. Dort besiegte er Ding Junhui mit 9:3. Im letzten Frame des Turniers spielte er sein zwölftes offizielles Maximum Break und übernahm damit die alleinige Führung in der Liste der Spieler mit den meisten Maximum Breaks. Bei der Weltmeisterschaft erreichte der Titelverteidiger zum dritten Mal in Folge das Finale, verlor jedoch mit 14:18 gegen Mark Selby.

### Saison 2014/15
Im November 2014 verteidigte er seinen Titel beim Champion of Champions, als er im Finale seinen Landsmann Judd Trump mit 10:7 besiegte. Bei der UK Championship gelang ihm Anfang Dezember in seiner Achtelfinalpartie gegen Matthew Selt das 13. Maximum Break seiner Karriere. Er gewann mit einem knappen 10:9-Finalsieg über Judd Trump dann auch das Turnier.
Beim Masters im Januar 2015 spielte er in der ersten Runde gegen Ricky Walden im 6. und 10. Frame mit 100 und 121 Punkten sein 774. und 775. Century. Damit stellte er den Rekord von Stephen Hendry ein. Im Viertelfinale gelang ihm dann im ersten Frame gegen Marco Fu mit 101 Punkten das 776. und im 4. Frame der Halbfinalpartie gegen Neil Robertson mit 101 Punkten sein 777. Century; damit war er nun alleiniger Rekordhalter in dieser Statistik. Im Halbfinale schied er mit 1:6 gegen Neil Robertson aus. Im März erreichte er beim World Grand Prix zum dritten Mal ein Turnierfinale und zum dritten Mal war Judd Trump der Gegner. Diesmal verlor er mit 7:10.

### Saison 2015/16
Zuerst sagte er alle Turniere in Asien zum Saisonbeginn ab, später völlig überraschend auch die UK Championship. Im Dezember 2015 kündigte er jedoch an, beim Masters 2016 und beim German Masters 2016 antreten zu wollen. In der Qualifikation zu letzterem scheiterte er jedoch in der zweiten Runde. Beim Masters in London wirkte er zunächst unsicher und gewann sein Achtelfinale knapp mit 6:5 gegen Mark Williams. Im Viertelfinale bezwang er dann Mark Selby mit 6:3. Das anschließende Halbfinale gewann er wenig spektakulär mit 6:4 gegen Stuart Bingham. Im Finale bezwang er einen schlecht spielenden Barry Hawkins mit 10:1, wobei ihm das Kunststück gelang, zehn Frames in Folge zu gewinnen. Sein nächstes Turnier waren die Welsh Open 2016. Hier lief es von Anfang an; in der ersten Partie sorgte er jedoch für Diskussionen, als er ein mögliches Maximum Break anscheinend absichtlich nicht spielte, angeblich weil ihm das Preisgeld zu gering erschien. Er spielte sich mit viel Spektakel ins Finale, wo er sich gegen Neil Robertson zunächst schwer tat. Nach der ersten Session lag er mit 3:5 hinten. In der zweiten Session gewann er jedoch sechs Frames in Folge zum 9:5. Bei der Weltmeisterschaft scheiterte er dann bereits in der zweiten Runde mit 12:13 an Barry Hawkins.

### Saison 2016/17
Nachdem O’Sullivan erneut die ersten Turniere der Saison abgesagt hatte, nahm er Ende September am Shanghai Masters teil, bei dem er schon in der zweiten Runde an seinem Landsmann Michael Holt scheiterte. Dagegen war er bei den im Anschluss stattfindenden Qualifikationsspielen im englischen Preston zum European Masters und zur International Championship erfolgreich. Beim Northern Ireland Open 2016 unterlag er im Achtelfinale Kyren Wilson mit 3:4. Beim erstmals ausgetragenen European Masters erreichte er unter anderem mit einem 6:0-Sieg über Neil Robertson das Finale, in dem er Judd Trump knapp mit 8:9 unterlag. Auch bei der UK Championship kam er ins Finale, dort verlor er mit 7:10 gegen Mark Selby. Beim Masters 2017 gewann O’Sullivan das Endspiel mit 10:7 gegen Joe Perry und sicherte sich mit seiner Titelverteidigung den siebten Titel bei diesem Turnier. Er übertraf damit den Rekord, den er seit dem letzten Jahr mit Stephen Hendry geteilt hatte. O’Sullivan widmete seinen Sieg dem 2006 verstorbenen Paul Hunter, dessen Namen der Pokal des Masters seit diesem Turnier trägt.
Bei der Weltmeisterschaft schied er im Viertelfinale mit 10:13 gegen Ding Junhui aus. Wie bereits 2016 bei den Welsh Open verpasste er in dieser Partie ein mögliches Maximum Break mit 146 Punkten nur knapp. Er selbst bestritt, dies absichtlich getan zu haben.

### Saison 2017/18
Als erstes Turnier der Saison spielte er das Hong Kong Masters 2017. Im Finale unterlag er Neil Robertson mit 3:6. Im Oktober gewann O’Sullivan mit einem 9:2-Finalsieg gegen Kyren Wilson die English Open.
Beim Shanghai Masters zog er mit Siegen über Gary Wilson (5:3), Joe Perry und Mark Williams (jeweils 5:1), Barry Hawkins (5:0) und John Higgins (6:2) ebenfalls ins Finale ein, in dem er sich gegen Judd Trump mit 10:3 deutlich durchsetzte. Sein 10:5-Endspielsieg über Shaun Murphy bei der UK Championship bedeutete seinen 18. Triple-Crown-Titel und den sechsten UK-Championship-Titel, womit er jeweils den Rekord von Stephen Hendry einstellte. Im Februar 2018 gewann er den World Grand Prix. Mit 10:3 schlug er im Finale Ding Junhui. Bei der Players Championship im März 2018 schlug er im Finale Shaun Murphy mit 10:4. Mit seinem fünften Titel der Saison stellte er den Rekord von Stephen Hendry, Ding Junhui und Mark Selby für die meisten gewonnenen Ranglistenturniere in einer Saison ein. Bei den anschließenden China Open spielte er im 5. Frame in der ersten Runde sein insgesamt 14. Maximum Break. Trotzdem verlor er das Match gegen Elliot Slessor mit 2:6.
In der ersten Runde der Snookerweltmeisterschaft 2018 konnte O’Sullivan Stephen Maguire mit 10:7 besiegen. Trotz des Ausscheidens von Weltmeister Mark Selby konnte O’Sullivan nicht seinen sechsten Titel holen, denn er schied direkt in der nächsten Runde mit 9:13 gegen Ali Carter aus.

### Saison 2018/19
O’Sullivan begann die Saison beim Shanghai Masters; er gewann das Einladungsturnier im Finale gegen Barry Hawkins mit 11:9. Bei den English Open erzielte er in der zweiten Runde im vierten Frame beim 4:0-Sieg gegen Allan Taylor sein 15. Maximum Break. Im Halbfinale schied er gegen Mark Davis mit 1:6 aus. Beim Champion of Champions gewann er sein zweites Einladungsturnier der Saison. Nach Siegen über Stuart Bingham, John Higgins und den Titelverteidiger Shaun Murphy besiegte O’Sullivan im Finale Kyren Wilson im Entscheidungsframe nach einer zunächst deutlichen Führung mit 10:9. Bei den Northern Ireland Open verlor er im Finale gegen Judd Trump knapp mit 7:9. Die UK Championship gewann er im Dezember zum siebten Mal – im Finale besiegte er Mark Allen mit 10:6 –, womit er zum alleinigen Rekordsieger des Turniers wurde. Zudem gewann er sein 19. Triple-Crown-Event und überbot damit die Bestmarke von Stephen Hendry. Beim Masters 2019 erreichte O’Sullivan zum 13. Mal das Finale, verlor dieses jedoch deutlich mit 4:10 gegen Judd Trump. Beim World Grand Prix schied er in der ersten Runde gegen Marco Fu aus, bei den Welsh Open scheiterte er in der dritten Runde an Alexander Ursenbacher. Die Players Championship im März 2019 gewann O’Sullivan zum zweiten Mal nacheinander, im Finale schlug er Neil Robertson mit 10:4. Im letzten Frame des Finales gelang ihm das 1000. Century Break seiner Karriere. Bei der Tour Championship 2019 gewann er nach einem 13:11 im Finale gegen Neil Robertson seinen 36. Titel bei einem Ranglistenturnier und egalisierte damit den Rekord von Stephen Hendry, zuvor schlug er im Halbfinale Judd Trump im Entscheidungsframe nach zwischenzeitlich großem Rückstand mit 10:9. Nach diesem Turniersieg war er wieder die Nummer 1 der Weltrangliste. Bei der Weltmeisterschaft 2019 schied O’Sullivan erstmals seit 2003 in der ersten Runde aus, er verlor gegen den Amateur James Cahill mit 8:10.

### Sechster Weltmeistertitel (2020)
Zu Beginn der Saison gewann O’Sullivan das Shanghai Masters zum dritten Mal in Serie, er setzte sich im Finale mit 11:9 gegen Shaun Murphy durch. Danach stand er noch im Finale der Northern Ireland Open, das er wie im Vorjahr gegen Judd Trump verlor; zusätzlich erreichte O’Sullivan jeweils das Halbfinale beim Champion of Champions und bei den Welsh Open. Die restlichen Saisonergebnisse waren zumeist durchwachsen, sodass er sich für die Players Championship und die Tour Championship nicht qualifizieren konnte und auf der Weltrangliste kurz vor Saisonende nur noch auf Rang 6 geführt wurde. Bei der Snookerweltmeisterschaft startete er jedoch mit einem klaren 10:1-Sieg über Thepchaiya Un-Nooh ins Turnier, womit er einen neuen Rekord für das schnellste WM-Spiel aufstellte. Er benötigte lediglich 108 Minuten. Den bisherigen Rekord hielt Shaun Murphy mit 149 Minuten. Deutlich knapper verliefen seine anschließenden Partien gegen Ding Junhui und Mark Williams, bevor er im Halbfinale Mark Selby erst mit 17:16 besiegen konnte. Damit erreichte O’Sullivan zugleich sein siebentes WM-Finale, in dem er seinen Landsmann Kyren Wilson 18:8 besiegte. Sein sechster WM-Titel war der insgesamt 37. Ranglistenturniersieg seiner Karriere, damit stellte er einen neuen Rekord auf, zugleich war es der 20. Erfolg bei einem Triple-Crown-Turnier. Er ist der erste Spieler, der die drei Turniere der Triple Crown mindestens sechsmal gewann.
In der Saison 2020/21 konnte O’Sullivan erstmals in seiner Karriere keinen Titel gewinnen. Er erreichte jedoch fünf Ranglistenturnierfinals, die er allesamt verlor. Bei der Tour Championship erreichte er sein 58. Ranglistenturnierfinale, womit er eine neue Bestmarke aufstellte. Bei der Weltmeisterschaft schied O’Sullivan als Titelverteidiger mit einer 12:13-Niederlage gegen Anthony McGill im Achtelfinale aus.

### Siebter Weltmeistertitel (2022)
Am 19. Dezember 2021 gewann O’Sullivan zum ersten Mal seit 16 Monaten wieder einen Weltranglistentitel, als er im Finale des World Grand Prix Neil Robertson mit 10:8 bezwang. Beim European Masters 2022 stand er in seinem 60. Ranglistenturnierfinale, das er gegen den Chinesen Fan Zhengyi mit 9:10 verlor.
Am 2. Mai 2022 gewann O’Sullivan das Finale der Snookerweltmeisterschaft mit 18:13 gegen Judd Trump und stellte damit den „Modern-Era“-Rekord von sieben Weltmeistertiteln von Stephen Hendry ein. Mit 46 Jahren ist er zugleich der bis dato älteste Weltmeister der Geschichte. Zwischen dem Gewinn seines ersten und aktuell letzten Titels liegen 21 Jahre (2001/2022), wodurch O’Sullivan den bisherigen Rekord von 19 Jahren des ersten Weltmeisters Joe Davis (1927/1946) brach. Zudem stand er als Erster zum 13. Mal im Halbfinale im Crucible Theatre.
Zu Beginn der Saison 2022/23 konnte er mit Siegen beim Hong Kong Masters sowie dem vierten Titel beim Champion of Champions zwei Einladungsturniere gewinnen. Bei der Weltmeisterschaft schied er 2023 als Titelverteidiger im Viertelfinale mit 10:13 gegen Luca Brecel aus, dies war sein 100. Match im Crucible Theatre, wo er bis dahin insgesamt 203 Centuries gespielt hatte, niemand hatte mehr. Nach der zweiten Session hatte er noch mit 10:6 geführt, anschließend aber alle sieben Frames der letzten Session verloren. Insgesamt war diese Saison eine seiner schwächeren, er kam bei keinem Ranglistenturnier über das Viertelfinale hinaus, aber beendete die Saison dennoch als Weltranglistenerster.

### Saison 2023/24
Die Saison 2023/24 begann für O’Sullivan mit dem fünften Titel beim Shanghai Masters, im Finale setzte er sich mit 11:9 gegen den amtierenden Weltmeister Luca Brecel durch. Es war sein vierter Sieg in Folge in der chinesischen Metropole. Am 3. Dezember 2023 gewann er die UK Championship nach einem 10:7 gegen Ding Junhui zum achten Mal, es war sein 40. Ranglistentitel. Er ist damit 30 Jahre nach seinem ersten UK-Championship-Titel sowohl der jüngste als auch der älteste Sieger des Turniers. Das Alleinstellungsmerkmal sowohl der jüngste als auch der älteste Sieger ein und desselben Turniers zu sein, erreichte er am 14. Januar 2024 erneut, als er zum insgesamt achten Mal das Masters gewann. Im Finale besiegte er Ali Carter mit 10:7, es war der 23. Triple-Crown-Titel. Eine Woche später holte er seinen dritten Titel in Folge, den World Grand Prix gewann er nach einem 10:7 gegen Judd Trump zum dritten Mal. Bei der Weltmeisterschaft 2024 musste er sich im Viertelfinale Stuart Bingham mit 10:13 geschlagen geben. Damit verpasste er es, die drei Triple-Crown-Turniere in einer Saison zu gewinnen, zudem gab er nach dem Turnier nach 109 Wochen die Weltranglistenführung ab.

### Saison 2024/25
In der Saison 2024/25 konnte er nicht an die erfolgreiche Vorsaison anknüpfen. Er gewann keinen Titel, schied bei einigen Turnieren früh aus und trat bei vielen Turnieren nicht an. Bei der Weltmeisterschaft erreichte O’Sullivan dennoch zum 14. Mal das Halbfinale, dort unterlag er Zhao Xintong mit 7:17. In der zweiten Session konnte er keinen Frame gewinnen, die letzte Session entfiel komplett.

## Persönliches
O’Sullivan hat eine sieben Jahre jüngere Schwester. Sein Vater Ronnie sr. wurde wegen des Verdachts auf Totschlag verhaftet und im September 1992 zu einer langjährigen Haftstrafe verurteilt. Die Haftstrafe endete nach 18 Jahren im November 2010. Ronnie O’Sullivan selbst behauptet in seiner Autobiografie, es habe sich um Notwehr gehandelt. Das Urteil sei seiner Meinung nach so hoch ausgefallen, weil sein Vater die Aussage verweigert habe; außerdem bezweifle er den vom Gericht konstatierten rassistischen Hintergrund der Tat.
1994 wurde O’Sullivans Mutter wegen Steuerhinterziehung festgenommen und später zu einer Haftstrafe von einem Jahr verurteilt. Sie kam nach sieben Monaten wieder frei.
Im Juni 2008 trennte sich O’Sullivan nach acht Jahren von seiner Lebensgefährtin Jo Langley, mit der er eine Tochter und einen Sohn (Ronnie jr.) hat. Aus einer früheren Beziehung stammt eine weitere Tochter. Von 2012 bis 2022 war er mit der Schauspielerin Laila Rouass liiert.
O’Sullivan ist eng mit dem britischen Musiker Ron Wood und dem britischen Künstler Damien Hirst befreundet, die regelmäßig bei Spielen im Publikum sitzen.

## Sonstiges
O’Sullivan trat früher auch im Poolbillard an. Er vertrat Europa 1996 und 1997 beim 9-Ball-Turnier Mosconi Cup.
Daneben ist er ein passionierter Läufer, als der er für den Londoner Leichtathletikverein Woodford Green with Essex Ladies startet. 2008 stellte er über die 10-Kilometer-Distanz die persönliche Bestzeit von 34:54 Minuten auf; er gehörte damit zu den 1500 schnellsten Läufern Großbritanniens auf dieser Strecke.
Als wesentlichen Grund für sein intensives Laufen (mehr als 80 Kilometer pro Woche) nennt O’Sullivan die positiven Auswirkungen auf seine Depressionen. Es helfe dabei, sie unter Kontrolle zu halten, und sei die beste Therapie, die er jemals hatte.
Ende 2015 wurde O’Sullivan von Queen Elizabeth II zum Officer of the British Empire (OBE) ernannt. Vor ihm waren nur Steve Davis und Terry Griffiths als Snookerspieler mit der zweiten Stufe des britischen Nationalordens ausgezeichnet worden.
Mit Unterstützung des Autors Emlyn Rees hat O’Sullivan bereits drei Kriminalromane veröffentlicht: Framed (2016), Double Kiss (2017) und The Break (2018). In allen drei Büchern verarbeitet er teilweise Erlebnisse aus seiner Vergangenheit. Darüber hinaus veröffentlichte er schon zuvor gemeinsam mit dem Autor Simon Hattenstone zwei Autobiographien: Ronnie (2003) sowie Running (2013), in denen er teilweise sehr persönlich auf seine psychischen Probleme und die damit einhergehenden sportlichen Herausforderungen eingeht. Gemeinsam mit der Ernährungswissenschaftlerin Rhiannon Lambert veröffentlichte O’Sullivan zudem mit Top of Your Game (2019) einen Fitness- und Ernährungsratgeber.

## Siegstatistik

### Ranglistenturniersiege
- UK Championship – 1993, 1997, 2001, 2007, 2014, 2017, 2018, 2023
- British Open – 1994
- English Open – 2017
- Asian Classic – 1996
- Scottish Open – 1998, 2000
- China Open – 1999, 2000
- Snookerweltmeisterschaft – 2001, 2004, 2008, 2012, 2013, 2020, 2022
- European Open – 2003
- Irish Masters – 2003, 2005
- Welsh Open – 2004, 2005, 2014, 2016
- Grand Prix – 2004
- Northern Ireland Trophy – 2008
- Shanghai Masters – 2009, 2017
- German Masters – 1996, 2012
- World Grand Prix – 2018, 2021,  2024
- Players Championship – 2018, 2019
- Tour Championship – 2019

### Minor-Ranglistenturniersiege
- Players Tour Championship 2011/12 – Event 1
- Kay Suzanne Memorial Trophy 2011
- Paul Hunter Classic 2013

### Einladungsturniersiege
- Masters – 1995, 2005, 2007, 2009, 2014, 2016, 2017, 2024
- Extra Challenge – 1993
- Benson and Hedges Championship – 1993
- Charity Challenge – 1996, 2000
- Superstar International – 1997
- Premier League – 1997, 2001, 2002, 2005 (Frühling), 2005 (Winter), 2006, 2007, 2008, 2010, 2011
- Scottish Masters – 1998, 2000, 2002
- Irish Masters – 2001, 2007
- Hamm Invitational – 2008
- Power Snooker Event – 2010
- Champion of Champions – 2013, 2014, 2018, 2022
- Shanghai Masters – 2018, 2019, 2023
- Hong Kong Masters – 2022
- World Masters of Snooker – 2024

### Team-Wettbewerbe
- Nations Cup – 2000
- Euro-Asia Team Challenge 2007

### Amateur-Turniere (Auswahl)
- British Under-16 Championship – 1988
- IBSF U21-Snookerweltmeisterschaft – 1991

## Finalergebnisse
Ranglistenturnierendspiele: 65 (41 Siege)
| Legende (gew:verl)        |
| ------------------------- |
| Weltmeisterschaften (7:1) |
| UK Championship (8:1)     |
| andere (26:21)            |

die Zahlen in Klammern zeigen die Anzahl der Siege an (>1)
| Platz    | Nr. | Jahr | Turnier                      | Finalgegner     | Ergebnis |
| -------- | --- | ---- | ---------------------------- | --------------- | -------- |
| Sieger   | 1.  | 1993 | UK Championship              | Stephen Hendry  | 10:6     |
| Finalist | 1.  | 1993 | European Open                | Stephen Hendry  | 5:9      |
| Sieger   | 2.  | 1994 | British Open                 | James Wattana   | 9:4      |
| Finalist | 2.  | 1995 | Thailand Open                | James Wattana   | 6:9      |
| Finalist | 3.  | 1995 | British Open                 | John Higgins    | 6:9      |
| Sieger   | 3.  | 1996 | Asian Classic                | Brian Morgan    | 9:8      |
| Sieger   | 4.  | 1996 | German Open                  | Alain Robidoux  | 9:7      |
| Sieger   | 5.  | 1997 | UK Championship (2)          | Stephen Hendry  | 10:6     |
| Sieger   | 6.  | 1998 | Scottish Open                | John Higgins    | 9:5      |
| Sieger   | 7.  | 1999 | China Open                   | Stephen Lee     | 9:2      |
| Sieger   | 8.  | 2000 | Scottish Open (2)            | Mark Williams   | 9:1      |
| Finalist | 4.  | 2000 | Grand Prix                   | Mark Williams   | 5:9      |
| Sieger   | 9.  | 2000 | China Open (2)               | Mark Williams   | 9:3      |
| Sieger   | 10. | 2001 | Snookerweltmeisterschaft     | John Higgins    | 18:14    |
| Sieger   | 11. | 2001 | UK Championship (3)          | Ken Doherty     | 10:1     |
| Sieger   | 12. | 2003 | European Open                | Stephen Hendry  | 9:6      |
| Sieger   | 13. | 2003 | Irish Masters                | John Higgins    | 10:9     |
| Finalist | 5.  | 2003 | British Open                 | Stephen Hendry  | 6:9      |
| Sieger   | 14. | 2004 | Welsh Open                   | Steve Davis     | 9:8      |
| Sieger   | 15. | 2004 | Snookerweltmeisterschaft (2) | Graeme Dott     | 18:8     |
| Sieger   | 16. | 2004 | Grand Prix                   | Ian McCulloch   | 9:5      |
| Sieger   | 17. | 2005 | Welsh Open (2)               | Stephen Hendry  | 9:8      |
| Sieger   | 18. | 2005 | Irish Masters (2)            | Matthew Stevens | 10:8     |
| Finalist | 6.  | 2005 | Grand Prix                   | John Higgins    | 2:9      |
| Finalist | 7.  | 2006 | Northern Ireland Trophy      | Ding Junhui     | 6:9      |
| Finalist | 8.  | 2007 | Grand Prix                   | Marco Fu        | 6:9      |
| Sieger   | 19. | 2007 | UK Championship (4)          | Stephen Maguire | 10:2     |
| Finalist | 9.  | 2008 | Welsh Open                   | Mark Selby      | 8:9      |
| Sieger   | 20. | 2008 | Snookerweltmeisterschaft (3) | Allister Carter | 18:8     |
| Sieger   | 21. | 2008 | Northern Ireland Trophy      | Dave Harold     | 9:3      |
| Finalist | 10. | 2008 | Shanghai Masters             | Ricky Walden    | 8:10     |
| Sieger   | 22. | 2009 | Shanghai Masters             | Liang Wenbo     | 10:5     |
| Finalist | 11. | 2010 | World Open                   | Neil Robertson  | 1:5      |
| Sieger   | 23. | 2012 | German Masters (2)           | Stephen Maguire | 9:7      |
| Sieger   | 24. | 2012 | Snookerweltmeisterschaft (4) | Allister Carter | 18:11    |
| Sieger   | 25. | 2013 | Snookerweltmeisterschaft (5) | Barry Hawkins   | 18:12    |
| Sieger   | 26. | 2014 | Welsh Open (3)               | Ding Junhui     | 9:3      |
| Finalist | 12. | 2014 | Snookerweltmeisterschaft     | Mark Selby      | 14:18    |
| Sieger   | 27. | 2014 | UK Championship (5)          | Judd Trump      | 10:9     |
| Sieger   | 28. | 2016 | Welsh Open (4)               | Neil Robertson  | 9:5      |
| Finalist | 13. | 2016 | European Masters             | Judd Trump      | 8:9      |
| Finalist | 14. | 2016 | UK Championship              | Mark Selby      | 7:10     |
| Sieger   | 29. | 2017 | English Open                 | Kyren Wilson    | 9:2      |
| Sieger   | 30. | 2017 | Shanghai Masters (2)         | Judd Trump      | 10:3     |
| Sieger   | 31. | 2017 | UK Championship (6)          | Shaun Murphy    | 10:5     |
| Sieger   | 32. | 2018 | World Grand Prix             | Ding Junhui     | 10:3     |
| Sieger   | 33. | 2018 | Players Championship         | Shaun Murphy    | 10:4     |
| Finalist | 15. | 2018 | Northern Ireland Open        | Judd Trump      | 7:9      |
| Sieger   | 34. | 2018 | UK Championship (7)          | Mark Allen      | 10:6     |
| Sieger   | 35. | 2019 | Players Championship (2)     | Neil Robertson  | 10:4     |
| Sieger   | 36. | 2019 | Tour Championship            | Neil Robertson  | 13:11    |
| Finalist | 16. | 2019 | Northern Ireland Open        | Judd Trump      | 7:9      |
| Sieger   | 37. | 2020 | Snookerweltmeisterschaft (6) | Kyren Wilson    | 18:8     |
| Finalist | 17. | 2020 | Northern Ireland Open        | Judd Trump      | 7:9      |
| Finalist | 18. | 2020 | Scottish Open                | Mark Selby      | 3:9      |
| Finalist | 19. | 2021 | Welsh Open                   | Jordan Brown    | 8:9      |
| Finalist | 20. | 2021 | Players Championship         | John Higgins    | 3:10     |
| Finalist | 21. | 2021 | Tour Championship            | Neil Robertson  | 4:10     |
| Sieger   | 38. | 2021 | World Grand Prix (2)         | Neil Robertson  | 10:8     |
| Finalist | 22. | 2022 | European Masters             | Fan Zhengyi     | 9:10     |
| Sieger   | 39. | 2022 | Snookerweltmeisterschaft (7) | Judd Trump      | 18:13    |
| Sieger   | 40. | 2023 | UK Championship (8)          | Ding Junhui     | 10:7     |
| Sieger   | 41. | 2024 | World Grand Prix (3)         | Judd Trump      | 10:7     |
| Finalist | 23. | 2024 | Tour Championship            | Mark Williams   | 5:10     |
| Finalist | 24. | 2025 | Saudi Arabia Snooker Masters | Neil Robertson  | 9:10     |

### Saisonübersicht
(die Tabelle wird nach dem Ende eines Turniers aktualisiert)
| Weltrangliste WRL | AP EP |

| – ET   |
| L16 ET |

| –     |
| R1 ET |

| L32   |
| R1 ET |

| R2   |
| – ET |

| –     |
| R1 ET |

| L128    |
| (R1) ET |

| HF MR |
| – MR  |
| QR MR |

| – NR |
| – NR |

| Legende | Legende                               |
| ------- | ------------------------------------- |
| S       | Sieger                                |
| F       | Finalist                              |
| HF      | Halbfinalist                          |
| VF      | Viertelfinalist                       |
| AF      | Achtelfinalist                        |
| LX      | Niederlage in der Runde der letzten X |
| RX      | Niederlage in Runde X                 |
| WR      | Niederlage in der Wildcardrunde       |
| QR      | Niederlage in der Qualifikation       |
| NQ      | Nicht qualifiziert                    |
| –       | nicht teilgenommen                    |
| –       | keine Weltranglistenplatzierung       |
| n. a.   | nicht ausgetragen                     |
| k. R.   | keine Rangliste                       |
| TS / TN | Turniersiege / Teilnahmen             |
| AP      | Ranglistenposition am Saisonbeginn    |
| EP      | Ranglistenposition am Saisonende      |

## Veröffentlichungen
- Mit Simon Hattenstone: Ronnie. The Autobiography of Ronnie O’Sullivan. Orion, London 2003, ISBN 0-7528-5582-4 (gebundene Ausgabe); Orion, London 2004, ISBN 0-7528-5880-7 (Taschenbuch).
  - Ronnie. Die Autobiographie von Ronnie O’Sullivan. Aus dem Englischen von Ulf Felgenhauer. Dragonstars-Eventmanagement, Fürth 2008, ISBN 978-3-00-025561-8 (Taschenbuch).
- Mit Simon Hattenstone: Running. The Autobiography. Orion, London 2013, ISBN 0-7528-9880-9 (gebundene Ausgabe); Orion, London 2014, ISBN 1-4091-4739-8 (Taschenbuch).
  - Running. Die Autobiografie. Aus dem Englischen von Johannes Kratzsch. Copress-Edition, München 2014, ISBN 978-3-7679-1167-3 (gebundene Ausgabe).
- Mit Emlyn Rees: Framed. Orion, London 2016, ISBN 978-1-4091-5130-2 (englisch, Taschenbuch).
- Mit Emlyn Rees: Double Kiss. Macmillan, London 2017, ISBN 978-1-5098-6398-3 (englisch, Taschenbuch).
- Mit Emlyn Rees: The Break. Macmillan, London 2018, ISBN 978-1-5098-6401-0 (englisch, Taschenbuch).
- Mit Rhiannon Lambert: Top of Your Game. Bonnier, London 2019, ISBN 978-1-78870-091-7 (englisch, Taschenbuch).